# Ifanes e Paradela
Ifanes e Paradela (oficialmente, União das Freguesias de Ifanes e Paradela) é uma freguesia portuguesa do município de Miranda do Douro, com 44,70 km² de área e 233 habitantes (censo de 2021). A sua densidade populacional é 5,2 hab./km².

## História
Foi criada aquando da reorganização administrativa de 2012/2013,  resultando da agregação das antigas freguesias de Ifanes e Paradela.

## Geografia
Paradela constitui um dos pontos extremos de Portugal, pois é seu o território mais oriental português. 

## Demografia
A população registada nos censos foi:
| Ano  | 0-14 Anos | 15-24 Anos | 25-64 Anos | > 65 Anos |
| 2001 | 25        | 36         | 178        | 131       |
| 2011 | 16        | 20         | 147        | 128       |
| 2021 | 9         | 10         | 91         | 123       |

À data da junção das freguesias, a população registada no censo anterior foi:
| Freguesia atual                           | Freguesia atual | Freguesia atual | Freguesias antigas | Freguesias antigas | Freguesias antigas |
| Freguesia                                 | População       | Área (km²)      | Freguesia          | População (2011)   | Área (km²)         |
| ----------------------------------------- | --------------- | --------------- | ------------------ | ------------------ | ------------------ |
| União das Freguesias de Ifanes e Paradela | 325             | 44,70           | Ifanes             | 160                | 28,51              |
| União das Freguesias de Ifanes e Paradela | 325             | 44,70           | Paradela           | 165                | 13,84              |